# Parmelia cunninghamii
Parmelia cunninghamii är en lavart som beskrevs av James Mascall Morrison Crombie. 
Parmelia cunninghamii ingår i släktet Parmelia och familjen Parmeliaceae. Inga underarter finns listade i Catalogue of Life.